# 莱茨韦勒
莱茨韦勒是德国莱茵兰-普法尔茨州的一个市镇。总面积3.02平方公里，总人口106人，其中男性59人，女性47人（2011年12月31日），人口密度35人/平方公里。